# Lophodium uliginosum
Lophodium uliginosum là một loài dương xỉ trong họ Dryopteridaceae. Loài này được Newman mô tả khoa học đầu tiên năm 1851.
Danh pháp khoa học của loài này chưa được làm sáng tỏ. 